# Détecteur de boîtes chaudes
Pour les articles homonymes, voir DBC et détecteur.
Un détecteur de boîtes chaudes (DBC) est un appareil utilisé dans le milieu ferroviaire afin de détecter un éventuel échauffement des boîtes d'essieux sur un train.

## Présentation du problème

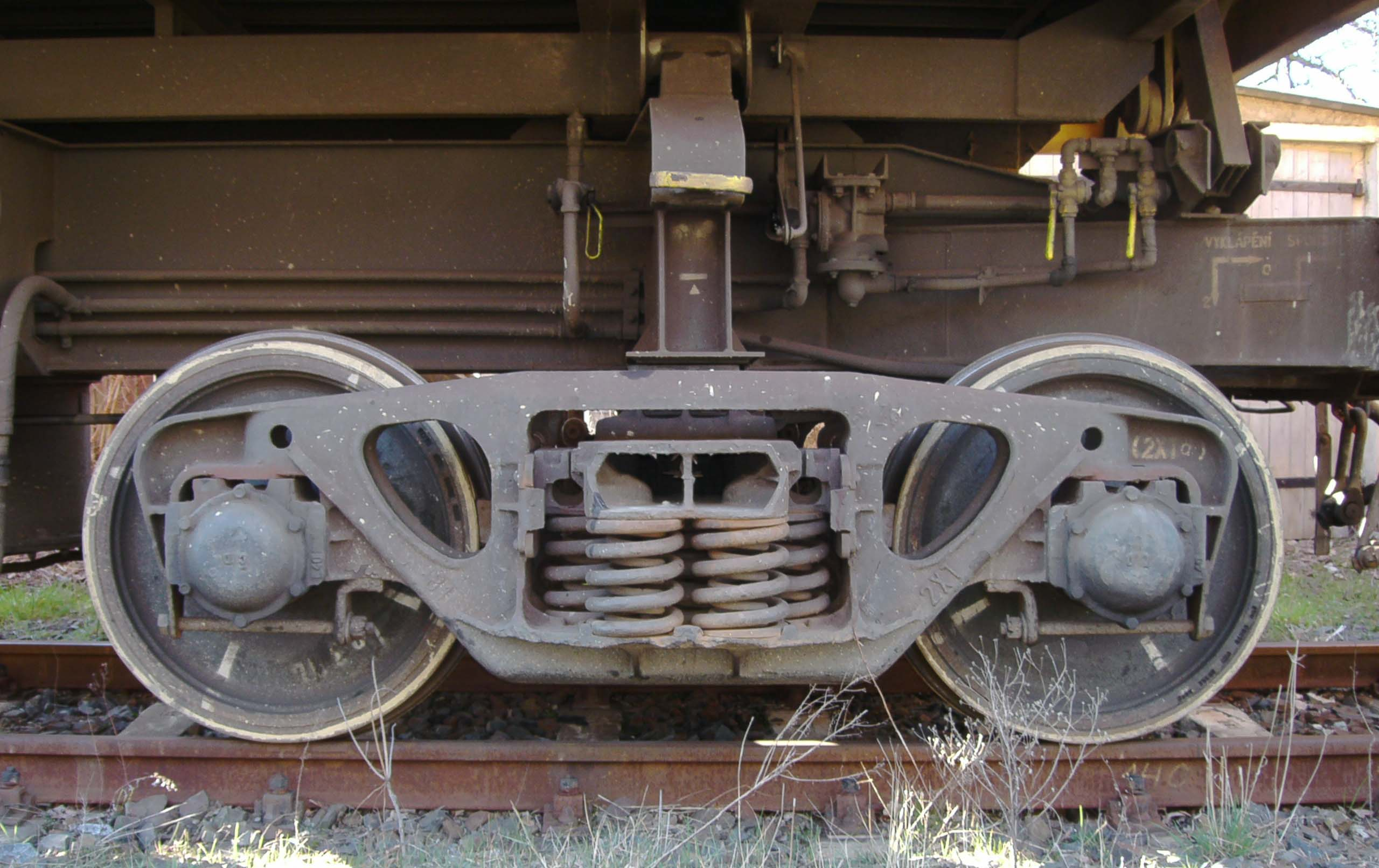
Boggie avec boîtes d'essieux.

La liaison entre les essieux du matériel roulant et le châssis est réalisée par un roulement noyé dans la graisse, qui constitue la boîte d'essieu. Il peut arriver, à la suite de divers facteurs (ex : calage de frein), que cette boîte d'essieu subisse un échauffement anormal, qui peut conduire à une élévation importante de la température et entraîner la rupture de la fusée, avec un risque de déraillement du véhicule ou un affaissement pouvant engager le gabarit d’où un risque de heurt par un train croiseur.
C'est pour remédier à ce problème qu'a été inventé le détecteur de boîtes chaudes.

## Fonctionnement du détecteur

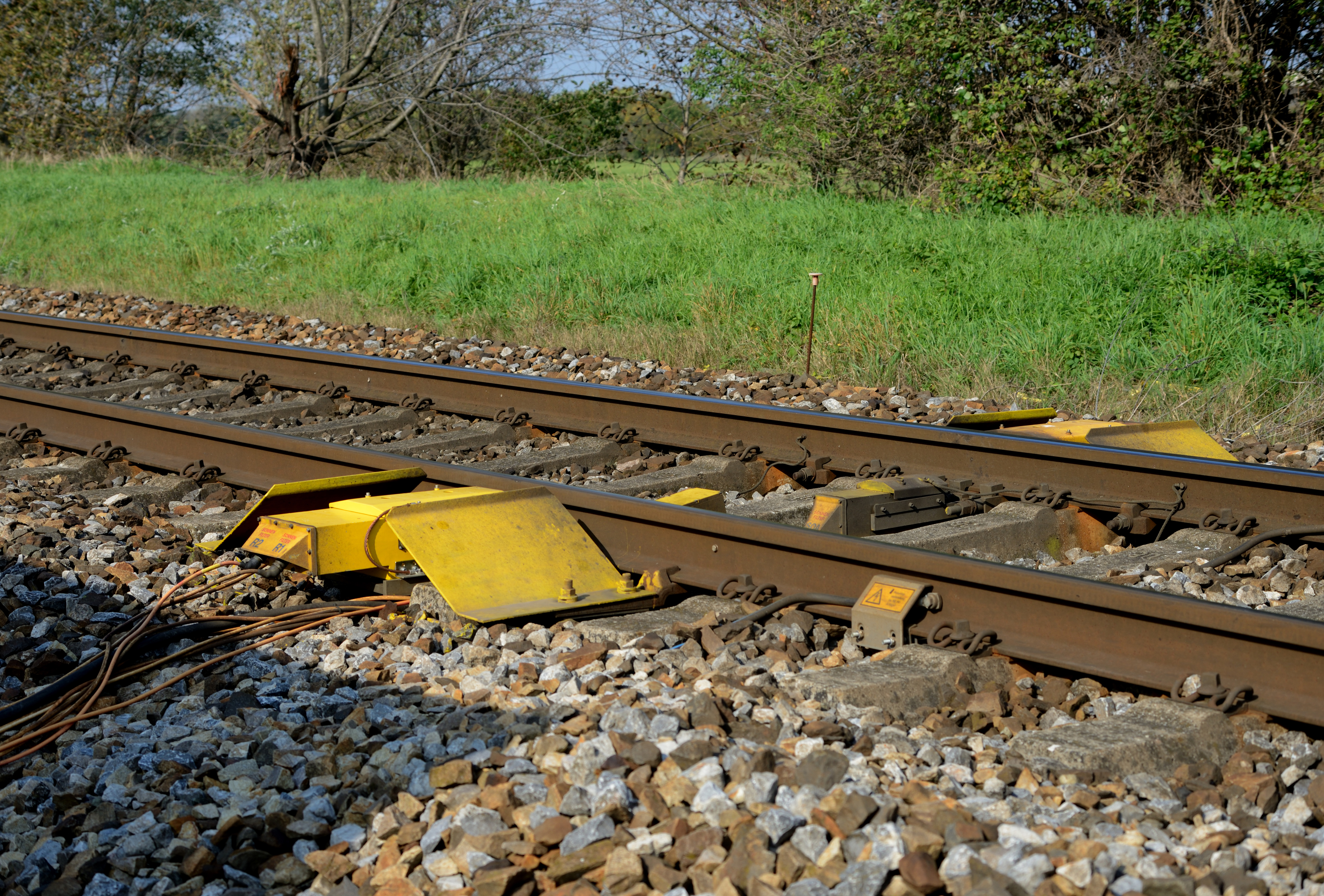
Détecteurs de boîtes chaudes sur une voie de chemins de fer en Basse-Autriche.

Le détecteur, placé en bordure des voies, est principalement constitué d'un détecteur de rayonnement infrarouge. Ce détecteur permet de mesurer la température des boîtes essieux des véhicules d'un convoi passant devant lui. En cas de détection d'une température anormale, une alarme se déclenche dans un poste d'aiguillage. L'aiguilleur prend les mesures (fermeture d'un signal, avis au conducteur) pour obtenir l'arrêt du train.
Les détecteurs sont en constante évolution, afin par exemple de s'adapter à tous les types d'essieux et tous les diamètres de roues, qui font que la boîte d'essieu ne se trouve pas toujours à la même hauteur par rapport au rail, ou encore de supprimer les détections intempestives, dues par exemple aux rayons solaires qui peuvent venir perturber la cellule infrarouge, notamment lorsque le soleil est rasant.